# 怪奇物語：Netflix原創電視劇音樂
《怪奇物語：Netflix原創電視劇音樂》（英語：Stranger Things: Music from the Netflix Original Series）是收錄Netflix的原創電視劇《怪奇物語》第二季中非原創曲目的音樂合輯，本專輯收錄穿插於第一季與第二季中的1980年代流行歌曲。專輯於2017年10月27日由遺贈唱片與第二季同步發行。本專輯被第61屆葛萊美獎中的葛萊美獎最佳影視媒體作品作曲專輯提名，但最終輸給電影《大娛樂家》的原聲專輯。

## 排名
| 榜單（2017年度）                 | 排名 |
| -------------------------------- | ---- |
| 比利時法蘭德斯（Ultratop專輯榜） | 110  |
| 比利時瓦隆（Ultratop專輯榜）     | 121  |
| 德國（Offizielle Top 100專輯榜） | 56   |
| 英國原聲帶專輯榜（OCC）          | 23   |
| 美國數位專輯（《告示牌》）       | 24   |
| 美國最佳原聲帶（《告示牌》）     | 10   |